# Autoritratto (Amisani)
Autoritratto è un dipinto a olio su compensato realizzato a Milano nel 1930 dal pittore italiano Giuseppe Amisani, fa parte della collezione del Museo Galleria degli Uffizi.

## Descrizione
Il dipinto di Giuseppe Amisani, che ritrae il suo autoritratto in studio mentre dipinge, riscuote un notevole successo alla Biennale di Venezia del 1930.

## Esposizioni
- XVII Esposizione internazionale d'arte di Venezia, 1930 (4 maggio – 4 novembre)